# Żółcinek
Żółcinek (Rhogeessa) – rodzaj ssaków z podrodziny mroczków (Vespertilioninae) w obrębie rodziny mroczkowatych (Vespertilionidae).

## Zasięg występowania
Rodzaj obejmuje gatunki występujące w Ameryce.

## Morfologia
Długość ciała (bez ogona) 36–50 mm, długość ogona 22–36 mm, długość ucha 10–17 mm, długość tylnej stopy 4–8 mm, długość przedramienia 25–32 mm; masa ciała 2,8–8 g.

## Systematyka
Rodzaj zdefiniował w 1866 roku amerykański zoolog Harrison Allen w artykule poświęconym mroczkowatym z tropikalnej Ameryki opublikowanym na łamach Proceedings of the Academy of Natural Sciences of Philadelphia. Allen wymienił dwa gatunki – Rhogeëssa parvula H. Allen, 1866 i Rhogeëssa tumida H. Allen, 1866 – nie wskazując gatunku typowego; w ramach późniejszego oznaczenia w 1897 roku amerykański botanik i zoolog Gerrit Smith Miller na typ nomenklatoryczny wyznaczył   Rhogeëssa tumida H. Allen, 1866 (żółcinek czarnoskrzydły).

### Etymologia
Rhogeessa (Rhogoessa, Rhogoësa, Rhogeesa, Rogheessa, Rhogessa): etymologia niejasna, Allen nie wyjaśnił znaczenia nazwy rodzajowej; być może nazwa ta jest eponimem.

### Podział systematyczny
Do rodzaju należą następujące gatunki:
- Rhogeessa tumida H. Allen, 1866 – żółcinek czarnoskrzydły
- Rhogeessa aenea G.G. Goodwin, 1958 – żółcinek jukatański
- Rhogeessa bickhami A.B. Baird, Marchán-Rivadeneira, S.G. Pérez & R.J. Baker, 2012 – żółcinek centralny
- Rhogeessa menchuae A.B. Baird, Marchán-Rivadeneira, S.G. Pérez & R.J. Baker, 2012 – żółcinek honduraski
- Rhogeessa velilla O. Thomas, 1903 – żółcinek ekwadorski
- Rhogeessa minutilla G.S. Miller, 1897 – żółcinek drobny
- Rhogeessa genowaysi R.J. Baker, 1984 – żółcinek skryty
- Rhogeessa io O. Thomas, 1903 – żółcinek leśny
- Rhogeessa permutandis A.B. Baird, Light & Bickham, 2019
- Rhogeessa parvula H. Allen, 1866 – żółcinek mały
- Rhogeessa mira LaVal, 1973 – żółcinek malutki
- Rhogeessa hussoni Genoways & R.J. Baker, 1996 – żółcinek surinamski